# Dublőr
A dublőr (női alakja: dublőz) olyan személy, aki bizonyos helyzetekben helyettesít ismert embereket. Tévhit, hogy egy dublőrnek külsőleg mindenképpen hasonlítania kell a színészre, mert vannak például hangdublőrök is. Napjainkban a közösségi oldalakon vannak dublőrök, akik a színész nevében leveleznek a rajongókkal.

## Dublőrök a varázslat világában
A nagy "mágusok" például David Copperfield, illetve mentalisták, például Uri Geller gyakran alkalmaznak dublőröket a trükkjeikhez. A dublőr szinte létfeltétel bizonyos bűvészmutatványokhoz.